# Happy End (álbum de Masami Okui)
HAPPY END  é o 22º álbum de estúdio de Masami Okui. Foi lançado em 21 de agosto de 2018 pela Lantis e possui 12 faixas.

## Produção
O álbum foi concebido para celebrar os 25 anos de carreira da cantora, incluindo um cover de "Dandelion", de Yumi Matsutoya, para quem Okui trabalhou como back vocal no início da carreira.

## Recepção
O álbum chegou à 74ª posição no Oricon Albums Chart. Também chegou à 64ª posição na Billboard Japan.
Ao analisar o álbum, o CD Journal disse que "é tocante que ela continua a cantar com sua bela e dramática voz por um quarto de século. O que conquista ainda mais do que sua habilidade como cantora e seu gosto musical é sua expressividade que captura os corações de seus fãs", mas critica muito a versão de "Dandelion".

## Legado
As faixas "Sophia" e "Honoo ~Yami no Hoshou~ HIKAGE" foram usadas em obras da franquia Garo, uma série de animação e um jogo eletrônico de pachinko, respectivamente. Hikage, aliás, é o nome da personagem que a própria Okui interpretou em Garo.

## Faixas
| N.º            | Título                                                     | Letras         | Música             | Arranjo                            | Duração |  |
| 1.             | "Curtain Call"                                             | M. Okui        | Katsuhiko Kurosu   | K. Kurosu                          | 4:42    |  |
| 2.             | "Diorama no Tori"                                          | M. Okui        | @Jin               | @Jin                               | 4:19    |  |
| 3.             | "Innocent Bubble"                                          | M. Okui        | K. Kurosu          | K. Kurosu                          | 4:06    |  |
| 4.             | "Sophia" (de GARO -VANISHING LINE-)                        | M. Okui        | Naoyuki Osada      | N. Osada                           | 5:30    |  |
| 5.             | "THE COUNTDOWN"                                            | M. Okui        | Mayuko Maruyama    | M. Maruyama                        | 4:24    |  |
| 6.             | "Ai wo Shiru"                                              | M. Okui        | Shunji Inoue       | Yoshichika Kuriyama e Shiho Terada | 4:57    |  |
| 7.             | "Ano Koro no Boku to Ima no Boku"                          | M. Okui        | rino               | Hijiri Anze                        | 5:44    |  |
| 8.             | "creation L"                                               | M. Okui        | Minami Kuribayashi | K. Kurosu                          | 3:36    |  |
| 9.             | "Prince&Princess"                                          | M. Okui        | Ken Masutani       | K. Masutani                        | 5:41    |  |
| 10.            | "Dandelion" (cover de Yumi Matsutoya)                      | Y. Matsutoya   | Y. Matsutoya       | K. Masutani                        | 4:22    |  |
| 11.            | "Tenshi no Itazura ~happy ending~"                         | M. Okui        | Nana Kageyama      | N. Osada                           | 4:54    |  |
| 12.            | "Honoo ~Yami no Hoshou~ HIKAGE" (de CR Garo GOLDSTORM Sho) | M. Okui        | M. Okui            | Kenichi Sudo                       | 4:24    |  |
| Duração total: | Duração total:                                             | Duração total: | Duração total:     | Duração total:                     | 56:39   |  |